# Sida collina
Sida collina là một loài thực vật có hoa trong họ Cẩm quỳ. Loài này được Schltdl. miêu tả khoa học đầu tiên năm 1837.